# 伍斯特
伍斯特（英語：Worcester，發音：/ˈwʊstə/ⓘ），英國英格蘭西米德蘭茲區域伍斯特郡的郡治、城市，佔地33平方公里，人口93,400。英國第1長河塞文河流經市中心。

## 地理
伍斯特以東北48公里是伯明翰，以南47公里是格洛斯特。

## 外部連結
- （英文）伍斯特市議會
- （英文）中的“伍斯特”
- （英文）《Worcester Standard （页面存档备份，存于）》（當地報章）